# Libnotes malaitae
Libnotes malaitae là một loài ruồi trong họ Limoniidae. Chúng phân bố ở miền Australasia.